# Salix myrtillifolia
Salix myrtillifolia — вид квіткових рослин із родини вербових (Salicaceae).

## Морфологічна характеристика
Це кущ 0.1–0.6(1) м заввишки (утворюють клони відводками). Стебла лежачі. Гілки сіро-бурі, червоно-бурі чи жовто-бурі, не сильно сизуваті (тьмяні чи злегка блискучі), запушені; гілочки сіро-бурі, червоно-бурі чи жовто-бурі, слабо запушені. Листки на ніжках 1.5–8 мм; найбільша листкова пластина еліптична, вузько-еліптична, обернено-яйцювата або широко-обернено-яйцювата; краї плоскі, зубчасті, пилчасті чи хвилясті; верхівка гостра, опукла чи загострена; абаксіальна (низ) поверхня не сиза, гола; адаксіальна поверхня злегка блискуча, гола; молода пластинка червонувата чи жовтувато-зелена, гола. Сережки квітнуть коли з'являється листя; тичинкові 11.5–39 × 5–14 мм, маточкові 16–46 (50 у плодах) × 4–15 мм. Коробочка 4–6 мм. 2n = 38. Цвітіння: початок травня — кінець липня.

## Середовище проживання
Канада (Північно-Західні території, Альберта, Британська Колумбія, Манітоба, Нью-Брансвік, Нунавут, Онтаріо, Саскачеван, Юкон); США (Айдахо, Орегон, Аляска, Юта, Вашингтон, Міннесота, Нью-Мексико, Каліфорнія, Вайомінг, Колорадо). Населяє лісові болота, болота, береги струмків, зарості субальпійської смереки, ліси Pinus contorta, піщані дюни, вугільні відвали; 90–2800 метрів.